# La necesidad del ateísmo

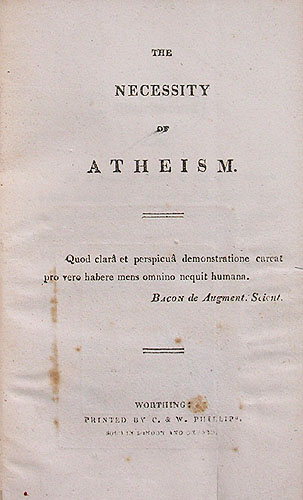
Página de título de La necesidad del ateísmo.

La necesidad del ateísmo (en inglés: The Necessity of Atheism) es un tratado sobre el ateísmo del poeta inglés Percy Bysshe Shelley publicado en 1811, cuando era un estudiante en el University College de Oxford. Una copia de la primera versión se envió un extracto firmado a los equipos directivos de los colleges en la Universidad de Oxford. En aquel momento, el contenido era tan transgresor contra las autoridades que Percy Bysshe Shelley, junto con su compañero Thomas Jefferson Hogg fueron expulsados temporalmente por negar su autoría del texto.

## Sinopsis
El tratado comienza con el razonamiento de los objetivos del autor:
As a love of truth is the only motive which actuates the Author of this little tract, he earnestly entreats that those of his readers who may discover any deficiency in his reasoning, or may be in possession of proofs which his mind could never obtain, would offer them, together with their objections to the Public, as briefly, as methodically, as plainly as he has taken the liberty of doing. Percy Bysshe Shelley: "The Necessity of Atheism".
(Dado que el amor a la verdad ha sido el único móvil de este breve tratado, el Autor ruega encarecidamente a los lectores que puedan descubrir cualquier deficiencia en su razonamiento, o que puedan estar en posesión de pruebas que su mente no pudo alcanzar, los ofrezcan, junto con sus objeciones, al Público, tan breve, metódica y claramente como él se ha tomado la libertad de hacerlo.)
Shelley hace una serie de afirmaciones como que las creencias de una persona son involuntarias, por lo que las personas ateas no eligen serlo y no deben ser perseguidas. Hacia el final del escrito escribe: "La mente no puede creer en la existencia de un Dios" y firma el escrito con: Thro' deficiency of proof, AN ATHEIST, (Por deficiencia de pruebas, un Ateo) que da una idea de la naturaleza empírica de sus creencias.
De acuerdo con Berman, Shelley también pensaba de sí mismo que "había refutado todos los argumentos posibles de la existencia de Dios", pero anima a los lectores a ofrecer pruebas si es que solo ellos las tienen.
La opinión está dividida sobre la caracterización de las creencias de Shelley, tal como se presenta en Necesidad. El estudioso de Shelley, Carlos Baker, afirma que el título de su escrito debería haber sido La necesidad del Agnosticismo en lugar de La necesidad del Ateísmo, mientras que el historiador David Berman piensa que Shelley fue ateo "tanto por la caracterización que hace de sí mismo como porque niega la existencia de Dios tanto en obras publicadas como en cartas privadas" durante ese mismo periodo.
Existe una versión revisada y expandida de "Necesidad" datada en 1813.